# The Cottars
 (avril 2019).
The Cottars est un groupe de musique canadien originaire de l'île du Cap-Breton en Nouvelle-Écosse.

## Historique
De l'an 2000 à mars 2006, il se compose de quatre membres : Fiona et son frère Ciarán MacGillivray ainsi que Jimmy et de sa sœur Roseanne MacKenzie et se spécialise dans le registre de la musique celtique.
Leur premier album est réalisé en 2002, et s'intitule Made In Cape Breton. Il fut admirablement bien reçu, tant par la critique que par le public et leur vaut le prix du Best New Artist. Fort de ce succès, le groupe sort en 2004 son second opus, intitulé On Fire. Ils remportent ainsi le prix « Best Roots/Traditional Album » en 2005 aux East Coast Music Awards. En 2006, leur dernier album en date, Forerunner, sorti chez Rounder Records, est leur première réalisation américaine.
Le groupe a été nommé pour le Prix Gemini 2003 dans la catégorie « Best Performance or Host in a Variety Program or Series » à la suite de leur performance lors des East Coast Music Awards de 2003.
En mars 2006, les Cottars entreprennent une tournée de 25 concerts, aux côtés des Chieftains. Cette tournée prend fin lors d'un concert au Carnegie Hall de New York le jour de la fête de la Saint-Patrick, ils retrouvent sur scène Elvis Costello lors de ce concert.
Paddy Moloney, fondateur du groupe The Chieftains dit d'ailleurs de la formation canadienne : « Les Cottars déploient la même énergie que les Chieftains à leur formation ».
Les sonorités des Cottars n'ont, par ailleurs, rien à envier à ces géants des formations celtiques. Leurs morceaux s'étendent de la douce ballade (Georgia Lee, Atlantic Blue, Sliabh Na mBan) au reel effréné en passant par les pas entrainants du hornpipe (The Honeysuckle Hornpipe), de la polka ou de la gigue (Miss Casey's Jig) qui, puisés dans le registre traditionnel, illustrent très bien la richesse du patrimoine celte, dont ils peuvent fièrement se dire les héritiers.
Leurs diverses chansons s'approchent de l'esprit de groupes irlandais plus célèbres tels que The Corrs ou The Chieftains.

## Discographie
- 2002 - Made In Cape Breton
- 2004 - On Fire
- 2006 - Forerunner

Ce dernier contient non seulement des compositions du groupe, mais également quelques ballades signées de la plume de Tom Waits.
- 2010 - Feast

## Source
- (en) Cet article est partiellement ou en totalité issu de l’article de Wikipédia en anglais intitulé « The Cottars » (voir la liste des auteurs).